# Lumière de la révélation féminine
 (décembre 2021).

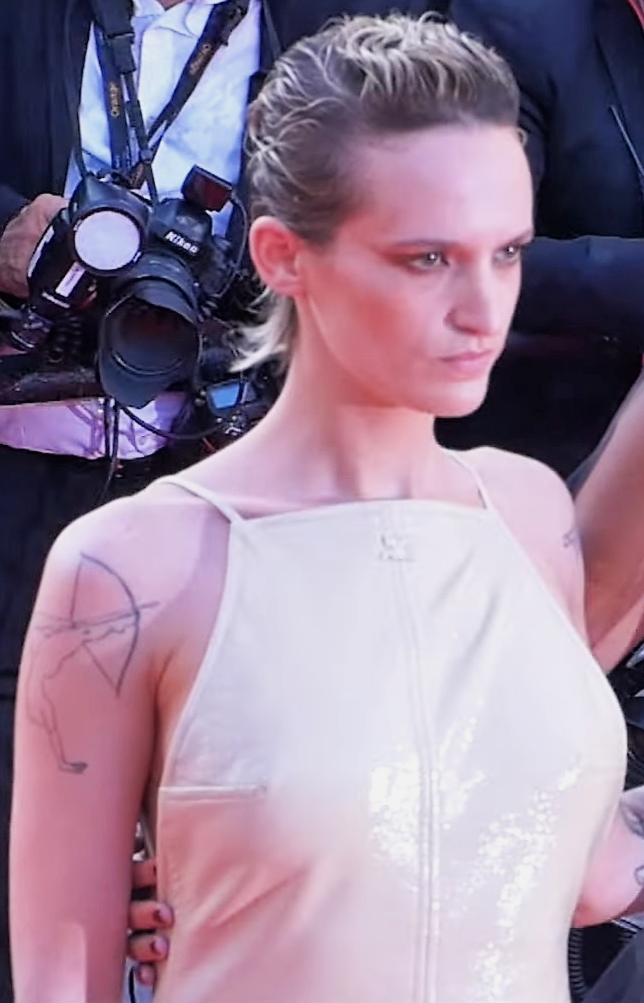
Lauréate du prix 2022 : Agathe Rousselle (Titane)

L’Académie des Lumières, composée de plus de deux cents journalistes de la presse internationale, récompense chaque année depuis 1996 les meilleurs films français ou francophones.
Le Lumière de la révélation féminine, anciennement appelé meilleur espoir féminin (jusqu'à 2014) est remis chaque année depuis 2000 à une jeune actrice prometteuse tenant un rôle dans un film français sorti en France l’année précédente, lors de la « Cérémonie des Lumières de la presse internationale ».

## Palmarès

### Années 2000
- 2000 : Audrey Tautou pour le rôle de Marie dans Vénus Beauté (Institut)
- 2001 : Isild Le Besco pour le rôle de Émilie de Lancris dans Sade
- 2002 : Rachida Brakni pour le de Noémie / Malika dans Chaos

- 2003 : Cécile de France pour le rôle de Isabelle dans L’Auberge espagnole
- 2004 : Sasha Andres pour le rôle de Christine dans Elle est des nôtres
- 2005 : prix partagé : Marilou Berry pour le rôle de Lolita Cassard dans Comme une image et Lola Naymark  pour le rôle de Claire Moutiers dans Brodeuses
- 2006 : Fanny Valette pour le rôle de Laura dans La Petite Jérusalem
- 2007: Mélanie Laurent dans Je vais bien, ne t’en fais pas
  - Sandrine Le Berre pour Coup de sang
  - Medeea Marinescu pour Je vous trouve très beau
  - Déborah François pour La Tourneuse de pages
  - Nina Kervel-Bey pour La Faute à Fidel !
- 2008 : Hafsia Herzi pour le rôle de Rym dans La Graine et le Mulet
  - Christa Theret, Lucie Desclozeaux pour Et toi t'es sur qui  ? de Lola Doillon
  - Audrey Dana pour Roman de gare de Claude Lelouch
  - Clotilde Hesme pour Les chansons d'amour de Christophe Honoré
  - Romola Garaï pour Angel de François Ozon
- 2009 : Nora Arnezeder pour le rôle de Douce dans Faubourg 36
  - Leila Bekhti et Karina Testa pour Des poupées et des anges de Nora Hamdi
  - Bertille Noël-Bruneau pour Le Renard et l'Enfant de Luc Jacquet
  - Sara Reguigue pour Mascarades de Lyes Salem
  - Léa Seydoux pour La Belle Personne de Christophe Honoré

### Années 2010
- 2010 : Pauline Étienne pour le rôle de Laure dans Qu'un seul tienne et les autres suivront
  - Mati Diop pour 35 Rhums de Claire Denis
  - Garance Le Guillermic pour Le Hérisson de Mona Achache
  - Julie Sokolowski pour Hadewijch de Bruno Dumont
  - Christa Theret pour LOL (Laughing Out Loud) de Lisa Azuelos
- 2011 : Yahima Torres pour le rôle de Saartje Baartman dans Vénus noire
  - Lolita Chammah dans Copacabana
  - Marie Féret dans Nannerl, la sœur de Mozart
  - Nina Rodriguez dans No et moi
  - Linda Doudaeva dans Les Mains en l'air
- 2012 : prix partagé : Céline Sallette, Alice Barnole et Adèle Haenel dans L'Apollonide - Souvenirs de la maison close
  - Zoé Héran dans Tomboy
  - Anamaria Valtoromei dans My Little Princess
- 2013 : prix partagé : Judith Chemla, Julia Faure et India Hair dans Camille redouble
  - Agathe Bonitzer pour Une bouteille à la mer
  - Izïa Higelin pour Mauvaise Fille
  - Sofiia Manousha pour Le noir (te) vous va si bien
  - SoKo pour Augustine
- 2014 : Adèle Exarchopoulos pour le rôle d'Adèle dans La Vie d'Adèle
  - Pauline Étienne dans La Religieuse
  - Alice de Lencquesaing dans La Tête la première
  - Candy Ming dans Henri
  - Vimala Pons dans La Fille du 14 juillet
  - Marine Vacth dans Jeune et Jolie
- 2015 : Louane Emera pour le rôle de Paula Bélier dans La Famille Bélier
  - Joséphine Japy dans Respire
  - Alice Isaaz dans La Crème de la crème
  - Lou de Laâge dans Respire
  - Ariane Labed dans Fidelio, l'odyssée d'Alice
  - Karidja Touré dans Bande de filles
  - Ana Girardot dans Le Beau Monde et La prochaine fois je viserai le cœur
- 2016: prix partagé : Güneş Nezihe Şensoy, Doğa Zeynep Doğuşlu, Elit Işcan, Tuğba Sunguroğlu et Ilayda Akdoğan Selma et Sonay dans Mustang
  - Golshifteh Farahani dans Les Deux Amis
  - Sara Giraudeau dans Les Bêtises
  - Baya Medhaffar dans À peine j'ouvre les yeux
  - Lou Roy-Lecollinet dans Trois souvenirs de ma jeunesse
  - Sophie Verbeeck dans À trois on y va
- 2017 : Oulaya Amamra et Déborah Lukumuena pour les rôles de Dounia et Maimouna dans Divines
  - Paula Beer dans Frantz
  - Lily-Rose Depp dans La Danseuse
  - Manal Issa dans Peur de rien
  - Naomi Amarger et Noémie Merlant dans Le ciel attendra
  - Raph dans Ma Loute
- 2018 : Laetitia Dosch pour le rôle de Paula dans Jeune Femme de Léonor Serraille
  - Iris Bry dans Les Gardiennes
  - Eye Haïdara dans Le Sens de la fête
  - Camélia Jordana dans Le Brio
  - Pamela Ramos dans Tous les rêves du monde
  - Solène Rigot dans Orpheline
- 2019 : Ophélie Bau pour le rôle d'Ophélie dans Mektoub, my love: canto uno
  - Galatéa Bellugi pour son rôle dans L'Apparition
  - Andréa Bescond pour son rôle dans Les Chatouilles
  - Jeanne Cohendy pour son rôle dans Marche ou crève
  - Kenza Fortas pour son rôle dans Shéhérazade

### Années 2020
- 2020 : Nina Meurisse pour le rôle de Camille Lepage dans Camille
  - Céleste Brunnquell pour le rôle de Camille Lourmel dans Les Éblouis
  - Mina Farid pour le rôle de Naïma dans Une fille facile
  - Lise Leplat Prudhomme pour le rôle de Jeanne d'Arc dans Jeanne
  - Mame Bineta Sane pour le rôle de Ada dans Atlantique

- 2021 : Noée Abita pour le rôle de Lyz Lopez dans Slalom[1]
  - Najla Ben Abdallah pour le rôle de Meriem Ben Youssef dans Un fils
  - Nisrin Erradi pour le rôle de Samia dans Adam
  - Mélissa Guers pour le rôle de Lise Bataille dans La Fille au bracelet
  - Fathia Youssouf pour le rôle de Aminata, dite Amy dans Mignonnes

- 2022 : Agathe Rouselle pour le rôle de Adrien dans Titane
  - Zbeida Belhajamor pour le rôle de Farah dans Une histoire d'amour et de désir
  - Aïssatou Diallo Sagna pour le rôle de Kim dans La Fracture
  - Daphné Patakia pour le rôle de Bartolomea dans Benedetta
  - Lucie Zhang pour le rôle de Émilie dans Les Olympiades

- 2023 : Nadia Tereszkiewicz pour Les Amandiers
  - Marion Barbeau pour En corps
  - Hélène Lambert pour Ouistreham
  - Guslagie Malanda pour Saint Omer
  - Rebecca Marder pour Une jeune fille qui va bien

- 2024 : Ella Rumpf pour Le Théorème de Marguerite
  - Suzanne Jouannet pour La Voie royale
  - Louise Mauroy-Panzani pour Àma Gloria
  - Park Ji-Min pour Retour à Séoul
  - Claire Pommet pour La Vénus d'argent

- 2025 : Ghjuvanna Benedetti pour Le Royaume
  - Maïwène Barthelemy pour Vingt Dieux
  - Malou Khebizi pour Diamant brut
  - Clara-Maria Laredo pour À son image
  - Megan Northam pour Rabia